# نفتنیک اسید

نمونه ای از یک نفتنیک اسید

نفتنیک اسید (انگلیسی: Naphthenic acid) یا اسیدهای نفتی، به اسیدهای آلی موجود در نفت خام و محصولات میان تقطیر آن، اطلاق می‌شود. میزان این اسیدها در نفت‌های خام مختلف، متفاوت می‌باشد و از صفر تا چهار درصد وزنی، تغییر می‌کند. نفت خام شامل مخلوط پیچیده‌ای از اسیدهای منو، دی، تری و ساختمان‌های چندحلقه‌ای هستند، که شناسایی آنها مستلزم استخراج، جداسازی کامل و چند مرحله واکنش شیمیایی، قبل از شناسایی با روش‌های طیف‌سنجی می‌باشد.